# Beatriz Lockhart
Beatriz Lockhart (Montevideo, 17 de gener de 1944-23 de novembre de 2015) va ser una compositora, pianista i docent uruguaiana, deixebla de Carlos Estrada i Héctor Tosar.

## Trajectòria
Va començar els seus estudis de piano als sis anys amb la professora Emilia Conti de Álvarez. Als 15 anys va ingressar al Conservatori Nacional de Música (avui Escola Universitària de Música) on va estudiar composició amb Carlos Estrada i Héctor Tosar.
Durant el bienni 1969-70 va continuar la seva formació al Centre Llatinoamericà d'Alts Estudis Musicals de l'Institut Di Tella a Buenos Aires, Argentina, centre dirigit pel Maestro Alberto Ginastera. Allí va seguir cursos de composició amb Gerardo Gandini i Luigi Nono i de música electroacústica amb Francisco Kröpfl.
A partir de 1973 va estudiar en la Accademia Musicale Chigiana de la ciutat de Siena (Itàlia), amb el mestre Franco Donatoni, gràcies a una beca que li va atorgar l'Institut Italolatinoamericà amb seu a Roma. Conclosa la seva beca, va ocupar un càrrec docent a Uruguai però va ser destituïda després del cop d'estat de 1973 i va haver d'exiliar-se a Veneçuela al costat del seu espòs el també compositor Antonio Mastrogiovanni. A Caracas va realitzar cursos de música electroacústica amb el compositor argentí Eduardo Kusnir. Va ser docent en els principals conservatoris de la ciutat i va obtenir diversos premis: Premi Únic de Composició «Aniversari de la Universitat Simón Bolívar» (1978), Premi Nacional de Música (1980, 1984) i Premi Municipal de Música (1978, 1983, 1984, 1987). En 1988 va tornar a Uruguai.
Tant a Veneçuela com a Uruguai, va dictar càtedres de solfeig, harmonia, contrapunt, fugida, anàlisi, composició, i òrgan, i institucions com el Cicle Combinat «Miguel José Sanz» i Teclats de Veneçuela C.A. en Barquisimeto; Fundació Musical Musiyama, Conservatori Nacional «Juan José Landaeta», Escola de Música «José Lorenzo Llamozas», Col·legi Musical «Emil Friedman», Escola de Música «Pedro Nolasco Colón» a Caracas i a Uruguai en el Conservatori Nacional de Música, Instituts Normals «María Stagnero de Munar» i «Joaquín R. Sánchez», Escola Municipal de Música i l'Institut de Professors Artigas.
En 2001 va ser una de les fundadores d'Associació Dones en Música, filial a Uruguai de la Fundació Adkins Chiti: Donne in Musica.
En 2008 va presentar el seu CD amb obres de cambra i per a orquestra inspirades en la música popular montevideana, titulat Música para la ciudad de Montevideo.
Entre els diversos premis que ha merescut per la seva trajectòria figuren el premi «Morosoli de Plata» en la categoria «Música culta» (2012) i el Premi Iris (2013).

## Vida privada
Va contreure matrimoni amb el compositor Antonio Mastrogiovanni, va ser mare de la violinista Mariana Mastrogiovanni.
Va morir el 23 de novembre de 2015 als 71 anys.

## Premis
- 1970, Premi Únic del «Concurs Anual de Composició» Organitzat per l'Orquestra Simfònica Municipal (Montevideo)
- 1970, «Gran Premi de Composició» Concurso Internacional de Composició de l'Institut Panamericà de Cultura. (Montevideo)
- 1978, Premi Únic de Composició «Aniversari de la Universitat Simón Bolívar». Caracas
- 1978, Premi Municipal de Música Caracas
- 1980, Premi Nacional de Música. Caracas
- 1983, Premi Municipal de Música. Caracas
- 1984, Premi Nacional de Música. Caracas
- 1984, Premi Municipal de Música. Caracas
- 1985, Premi del Concurs Nacional de la Música de l'Himne de les Societats Bolivarianes Estudiantils, Caracas
- 1987, Premi Municipal de Música. Caracas
- 1988, Premi de la 8a Trimalca (Tribuna Musical d'Amèrica Llatina i el Carib) Rosario, Argentina
- 2000, Dona de l'Any i Sòcia d'Honor per l'Associació Mundial de Dones Periodistes i Escriptores, Capítol Uruguai.
- 2006, Premi «Verge del Pintat» a la trajectòria musical. Florida, Uruguai
- 2012, Premi «Morosoli de Plata» a la trajectòria musical. Mines, Uruguai.
- 2013, Premi Iris a la trajectòria musical. Montevideo, Uruguai.

## Obres
- Concerto Grosso per a orquestra de cordes (1966). Estrena: Orquestra Simfònica Municipal. Direcció: Carlos Estrada (Montevideo, 1966)
- Homenaje a Federico García Lorca dues cançons per a soprano i piano: La Guitarra i Canción del Jinete, sobre textos de Federico García Lorca) (versió per a soprano i guitarra) (1966) Estrena: Ivonne Montero (sopr.) i Juan Ancys (piano) (Montevideo, 1968)
- a Lluvia per a soprano i piano. Text de Rafael Alberto Arrieta. (1966) Estrena: Ivonne Montero (soprano) i Juan Ancys (piano) (Montevideo, 1968)
- Homenatge a Maurice Ravel Suite per a piano (1966) Estrena: Carmen Navarro. (Montevideo, 1968)
- Passacaglia para órgano (1966) Estrena: Jorge Sánchez. (Sâo Bento, Brasil. 1999)
- Variaciones para piano (o Tema amb Variacions) (1968) Gravada per Carmen Navarro. (Montevideo, 2000)
- Tríptico Sudamericano (Girs Pampeanos, Pentafonías, Girs Negrescos) per a violí, viola, violoncel i piano. (1968) Estrena: Carlo Zusi (violí), Mario Mescoli (viola), Nicolae Sarpe (violoncel) i Harriet Serr (piano). (Caracas, 1978)
- Ejercicio I obra electroacústica. (1970) Estrena: Buenos Aires, 1970
- Ecos per a orquestra. (1970) sense estrenar
- Trío per a flauta, oboè i clarinet. (1974) Estrena: Vicenzo Caroli (flauta), Franco Volpe (oboè) i Alberto Bonacina (clarinet) (Siena, Itàlia. 1974)
- Microconcierto per a piano i conjunt de percussió. (1979) Estrena: Conjunt de Percussió de l'Orquestra Juvenil Simón Bolívar. (Caracas, 1979)
- Joropo per a piano. (versió per a piano a 4 mans) Estrena: Juan Francisco Sans i Mariantonia Palacios (Caracas, 1986)
- Merengue per a piano. (versió per a piano a 4 mans) (1981) Estrena: Adriana Moraga i Elizabeth Guerrero. (Caracas, 1994)
- Estampas Criollas (Bambuco, Vals, Merenga, Joropo) (per a orquestra de cambra) (versió per a quartet de clarinets) (1981) Estrena: Orquestra Juvenil dels Plans de Veneçuela. Direcció: Henry Zambrano. (Caracas, 1985)
- Homenaje a Andrés Bello Cantata per a baix i gran orquestra. Text d'Andrés Bell. (1982) (sense estrenar)
- Tiempo de Mariposas per a cor a cappella. (versió per a quartet vocal i 2 pianos) (text de Laura María Celis) (1982) Estrena: en versió per a quartet vocal i 2 pianos per l'Ensemble Brahms de Caracas. (Caracas, 1994)
- Estudio para piano (1983) (sense estrenar)
- Convergencias per a saxo en mi bemoll i xilomarimba (versió per a clarinet en si bemoll i vibràfon) (1984) Estrena: “Dúo Contemporáneo” d'Holanda (Henri Bok - Evert le Mair) (Caracas, 1984)
- Himno de las Sociedades Bolivarianas Estudiantiles (1984) Estrena: Caracas, 1985
- Valse per a guitarra. (1985) Estrena: Cristina Zárate. (Montevideo, 1998)
- Masia Muju per a flauta i orquestra (1987) Estrena: Pedro Eustache i orquestra Sinfonietta. Direcció: Eduardo Marturet (Caracas, 1988)
- Visión de los Vencidos Cantata per sopr. i orquestra. Text basat en narracions indígenes de la conquesta d'Amèrica. (1991). Estrena: Julia García Usher, Orquestra Simfònica del Sodre. Direcció: Phillip Greenberg. (Montevideo, 1992)
- Kantule (original per a oboè i piano) (versió per a flauta i piano) (1992). Estrena: Claudia Rieiro (flauta) i RaquelFort (piano). (Montevideo, (1995)
- Canciones Indias (Mburucuyá, Tierra de Epifanías, Guyunusa, Por) per a soprano i orquestra. Textos d'Edda Piaggio (versió per a soprano i piano) (1993) Estrena: Alba Tonelli i Orquestra Filharmònica de Montevideo. Direcció: Roberto García Mareco. (Montevideo, 1993)
- Cánticos Primigenios per a quartet de cordes (basat en melodies indígenes sud-americanes) (1993). Estrena: Quartet Struny: Daniel Lasca, Juan Cannavó, violins) Cecilia Nicrosi (viola) i Virginia Aldado (violoncel). (Montevideo, 2010)
- Homenaje a Astor Piazzolla Tres tangos titulats Meridional, L'Emigrant, Adéu Maestro(original per a piano) (estrenat en versió per bandoneón, piano i orquestra (Meridional: versió per a orquestra de cordes i per a quintet de vents) (L'Emigrant: versió per a violí i piano i per a trio de violí, violoncel i piano) (1994) Estrena: Hugo Díaz (bandoneón), Elideixi Gencarelli (piano) Orquestra Filharmònica de Montevideo. Direcció: Roberto García Mareco. (Montevideo, 1994)
- Orilla Este Tango per a piano. (1994) Estrena: Raquel Boldorini. (San Francisco, EUA. 1997)
- Viejo Muelle Tango per a baríton i piano. Text de Raúl Montero (1995). Estrena: Raúl Montero (baríton) i Beatriz Lockhart (piano) (Montevideo, 1997)
- Pieza Montevideana Nº1 per bandoneón i orquestra de cambra, (versió per a orquestra de cambra),(versió per a violoncel i piano) (1996). Estrena: Pablo Broda (bandoneón), Orquestra Filharmònica de Montevideo. Direcció: Federico García Vigil (Montevideo, 1997)
- Pieza Montevideana Nº2 per a contrabaix i orquestra de cambra. (reducció per a piano i contrabaix) (1999). Estrena: Carlos Weiske, Orquestra Filharmònica de Montevideo. Direcció: Federico García Vigil (Montevideo, 2000).
- Himno a Montevideo per a soprano i piano. Text d'Iris Bombet Franco. (1998). Estrena: Vida Basts (soprano), Beatriz Lockhart (piano) (Montevideo, 1999)
- Habanera per a cor a cappella. Text de Raúl Montero. (versió per a duo de soprano i tenor amb acompanyament de piano (1998). Estrena: Cor de l'Escola Municipal de Música. Direcció: Rosmarie Rodríguez. (Torrevella, Espanya. 1999)
- Estilo a la Memoria de Eduardo Fabini per a piano. (versió per a orquestra de cambra) (2000). Estrena: Beatriz Lockhart (Montevideo, 2001)
- Tjuarikye per a clarinet en si bemoll i piano (2003) Estrena: Alejandro Aizcorbe (clarinet), Beatriz Lockhart (piano) (Montevideo, 2003)
- Pieza Montevideana Nº3 per a violoncel i orquestra (2004) Estrena: Germán Prentki amb Orquestra Filharmònica de Montevideo. Direcció: Stanley Derusha. (Montevideo, 2005)
- Jazz Tango per a piano. (2004). Estrena: Beatriz Lockhart (Montevideo, Uruguai)
- Son Sonetos per a soprano i piano. Text de Marinoel Nalborczyk. (2006). Estrena: en versió per a tenor i piano. Raúl Pierri (tenor) i Silvia Contenti (piano) (Montevideo, 2006)
- Tu Nombre per a soprano i piano. Text de Graciela Genta. (2006). Estrena: Beatriz Lozano (soprano) Beatriz Lockhart (piano) (Montevideo, 2007)
- Tango a 3 per a flauta, trombó i piano. (2007). Estrena: Natalia Bibbò (flauta), Natalia Sanabria (trombó), Emiliano Aires (piano) (Montevideo, 2007)
- Boca de Parche per a cor a cappella. (versió per mezzosoprano i piano) (2007) Estrena: Cor de l'Escola Municipal de Música. Direcció: Rosemarie Rodríguez (Montevideo, 2007)
- Milongamil per a cor a cappella. Text de Marinoel Nalborczyk. (2007). Sense estrenar.
- Capricho Montevideano para viola i piano. (2008) Estrena: Mariana Mastrogiovanni (viola), Carmen Navarro (piano). (Montevideo, 2008)
- Pinares per a soprano i piano. Text de Mario Miani. (2008) Estrena: Beatriz Lozano (soprano) Beatriz Lockhart (piano). (Montevideo, 2008)
- El Indio per a soprano i piano. Text de Silvia Ponts d'Oyenard. (2009). Sense estrenar.
- Destino per a soprano i piano. Text d'Iris Bombet Franco. (2009) Estrena: Andrea Brassesco (soprano), Mayra Hernández (piano) (Montevideo, 2009)
- Pieza Montevideana Nº4 per a trompeta, corno, trombó i orquestra. 2009. Estrena: Benjamí Browne (trompeta), Damián Barrera (corno), Mario Vega (trombó) Orquestra Filharmònica de Montevideo. Direcció: Martín Jorge. (Montevideo, 2012)
- La Perla Negra (òpera popular natural del Riu de la Plata sobre llibret de Raúl Montero, inspirat en la vida de la cantant uruguaiana Llàgrima Ríos) (2013) Estrena prevista per 2015.